# Saharsa (distrikt)
Saharsa är ett distrikt i Indien.   Det ligger i delstaten Bihar, i den nordöstra delen av landet, 1 000 km öster om huvudstaden New Delhi. Antalet invånare är 1 900 661.
Följande samhällen finns i Saharsa:
- Saharsa
- Bangaon